# Fonseca
Fonseca là một khu tự quản thuộc tỉnh La Guajira, Colombia. Thủ phủ của khu tự quản Fonseca đóng tại Fonseca Khu tự quản Fonseca có diện tích 719 ki lô mét vuông. Đến thời điểm ngày 28 tháng 5 năm 2005, khu tự quản Fonseca có dân số 28305 người.